# Ralf Karolus Wüstenberg
Ralf Karolus Wüstenberg (* 1965) ist ein deutscher evangelischer Theologe.

## Leben und Beruf
Wüstenberg studierte Theologie in Berlin, Cambridge und Heidelberg. Er wurde 1995 an der Humboldt-Universität zu Berlin zum Dr. theol. promoviert. An der Ruprecht-Karls-Universität Heidelberg wurde er 2003 habilitiert und ihm die Venia legendi für das Fach Systematische Theologie verliehen. Im Rahmen von Gastprofessuren/Fellowships lehrte er an den Universitäten Kapstadt (1999), New York City (2002/2003), der FU Berlin (2005–2009) und Cambridge (2013/2014). 2003 wurde er ordiniert und war von 2003 bis 2005 Domprediger am Berliner Dom. Seit 2009 lehrt er als Universitätsprofessor für Evangelische Theologie mit den Schwerpunkten systematische und historische Theologie an der Europa-Universität Flensburg.
Seine Forschungsgebiete sind internationale Dietrich-Bonhoeffer-Forschung, politische Versöhnungsforschung/Transitional Justice und interreligiöser Dialog mit dem Islam/Theologie der Religionen.

## Schriften (Auswahl)
- als Herausgeber: Wahrheit, Recht und Versöhnung. Auseinandersetzung mit der Vergangenheit nach den politischen Umbrüchen in Südafrika und Deutschland (= Kontexte. Neue Beiträge zur Systematischen und Historischen Theologie. Band 23). Lang, Frankfurt u. a. 1998, ISBN 3-631-32985-7.
- als Herausgeber mit Lyn Holness: Theology in Dialogue. The impact of Arts, Humanities and Sciences on Contemporary Religious Discourse (Essays in Honour of John W. de Gruchy). Eerdmans, Cambridge 2002, ISBN 0-8028-3916-9.
- Die politische Dimension der Versöhnung. Eine systematisch-theologische Studie zum Umgang mit Schuld nach den Systemumbrüchen in Südafrika und Deutschland (= Öffentliche Theologie. Band 18). Gütersloher Verlagshaus, Gütersloh 2004, ISBN 3-579-05418-X, (zugleich Habilitationsschrift, Heidelberg 2003).
  - The Political Dimension of Reconciliation. A Theological Analysis of Ways of Dealing with Guilt during the Transitions to Democracy in South-Africa and Germany. Eerdmans, Grand Rapids 2009, ISBN 978-0-8028-2824-8, (zugleich Habilitationsschrift, Heidelberg 2003).
- Eine Theologie des Lebens. Dietrich Bonhoeffers "nichtreligiöse Interpretation biblischer Begriffe" Ev. Verlagsanstalt, Leipzig 2006, ISBN 3-374-02425-4.
- als Herausgeber: Dietrich Bonhoeffer lesen im internationalen Kontext – Von Südafrika bis Südostasien. Lang, Frankfurt u. a. 2007, ISBN 3-631-55809-0.
- als Herausgeber mit Stephen Plant: Religion, Religionlessness and the Church. Reading Bonhoeffer in the 21st Century (= International Bonhoeffer Interpretations. Band 1). Peter Lang, Frankfurt u. a. 2008, ISBN 3-631-57754-0.
- Bonhoeffer and Beyond - Promoting a Dialogue between Religion and Politics (= International Bonhoeffer Interpretations. Band 2). Peter Lang, Frankfurt u. a. 2008, ISBN 978-3-631-56873-6.
- als Herausgeber: Nimm und lies. Theologische Quereinstiege für Neugierige. Gütersloher Verl.-Haus, Gütersloh 2008, ISBN 978-3-579-08039-0.
- Aufarbeitung oder Versöhnung? Vergangenheitspolitik in Deutschland und Südafrika (= Internationale Probleme und Perspektiven. Band 18). Schriftenreihe der Landeszentrale für politische Bildung, Potsdam 2008, ISBN 3-932502-53-1.
- Christologie. Wie man heute theologisch von Jesus sprechen kann. Gütersloher Verlagshaus, Gütersloh 2009, ISBN 978-3-579-08049-9.
  - Uwe Wegner (Übersetzer): Christologia. Como falar hoje sobre Jesus. SINODAL, Sao Leopoldo 2011, ISBN 85-62865-59-1.
  - Martin Rumscheidt, Christine Schliesser und Randy H. Lundell (Übersetzer): Christology. How Do We Talk About Jesus Christ Today. Cascade Book, Eugene 2014, ISBN 1-61097-170-1.
- als Herausgeber mit Stefan Heuser und Esther Hornung: Bonhoeffer and the Biosciences. An initial exploration (= International Bonhoeffer Interpretations. Band 3). Peter Lang, Frankfurt u. a. 2010, ISBN 978-3-631-59845-0.
- als Herausgeber mit Michael Bongardt: Versöhnung, Strafe und Gerechtigkeit. Das schwere Erbe von Unrechtsstaaten (= Kontexte. Neue Beiträge zur Systematischen und Historischen Theologie. Band 40). Edition Ruprecht, Göttingen 2010, ISBN 3-7675-7132-3.
- als Herausgeber mit Kirsten Busch-Nielsen und Jens Zimmermann: Dem Rad in die Speichen fallen. Das Politische in der Theologie Dietrich Bonhoeffers/A spoke in the Wheel. The political in the Theology of Dietrich Bonhoeffer. Gütersloher Verlagshaus, Gütersloh 2013, ISBN 3-579-08168-3.
- als Herausgeber mit Jens Zimmermann: God speaks to us. Dietrich Bonhoeffer's Biblical Hermeneutics (= International Bonhoeffer Interpretations. Band 5). Peter Lang, Frankfurt u. a. 2013, ISBN 978-3-631-64023-4.
- Islam ist Hingabe. Eine Entdeckungsreise in das Innere einer Religion. Gütersloher Verlagshaus, Gütersloh 2016, ISBN 3-579-08234-5.
- als Herausgeber mit Christine Schliesser und Gunter Prüller-Jagenteufel: Beichte neu entdecken. Ein ökumenisches Kompendium für die Praxis  (= Kontexte. Neue Beiträge zur historischen und systematischen Theologie. Band 45), Edition Ruprecht, Göttingen 2016, ISBN 3-8469-0210-1.
- als Herausgeber mit Jelena Beljin: Verständigung und Versöhnung. Beiträge von Kirche, Religion und Politik 70 Jahre nach Kriegsende (= Beiheft Berliner Theologische Zeitschrift), Evangelische Verlagsanstalt, Leipzig 2017, ISBN 3-374-04952-4.